# حصن ديل
حصن ديل هو حصن مدفعي بناه هنري الثامن في ديل، كنت، ما بين 1539 و 1540. وشكل جزءًا من برنامج King's Device للحماية من الغزو الفرنسي والإمبراطورية الرومانية المقدسة، ودافع عن مرسى داونز ذا الأهمية الأستراتيجية قبالة الساحل الإنجليزي. وتتألف القلعة الحجرية من ستة حصون داخلية وخارجية، وتغطي 0.85 أكر (0.34 ها) وستة وستين موقع لإطلاق نار المدفعية. وكلف البلاط الملكي ما مجموعه 27,092 جنيهًا إسترلينيًا لبناء ثلاث قلاع من ديل وساندون ووالمر، والتي تقع بجوار بعضها البعض على طول الساحل وكانت متصلة بالدفاعات الأرضية. وقد مر تهديد الغزو الأصلي، ولكن خلال الحرب الأهلية الإنجليزية الثانية بين عامي 1648 و 1649، واستولى المتمردون المؤيدون للملكية على الصفقة واستعادتها القوات البرلمانية بعد عدة أشهر من القتال.
وعلى الرغم من أنها ظلت مسلحة، إلا أن السير جون نوريس واللورد كارينجتون قد كيفوا حصن ديل كمنزل خاص أكثر ملاءمة لقائد الحصن خلال القرنين الثامن عشر والتاسع عشر، والذي أصبح الآن منصبًا فخريًا. فـفي عام 1904، أقر مكتب الحرب إلى أن القلعة لم تعد لها أي قيمة سواء كموقع دفاعي أو كثكنات وتم جعلها مزار سياحي وضمها للتراث الإنجليزي. وفي وقت مبكر من الحرب العالمية الثانية، تم تدمير مقر القائد بسبب القصف الألماني، مما أجبر قائد الحصن في ذلك الوقت، ويليام بيردوود، على الانتقال إلى قصر هامبتون كورت وأصبح الحصن نقطة مراقبة لبطارية مدفعية موضوعة على طول خط الشاطئ. ولم يتم إعادة استخدام الحصن كسكن وأعيد ترميمه من قبل الحكومة خلال الخمسينيات من القرن الماضي لتشكل منطقة جذب سياحي. وفي القرن الحادي والعشرين، تم تشغيل حصن ديل بواسطة هيئة التراث الإنجليزي، واستقبلت 25256 زائرًا في عام 2008.

## تاريخ

### القرن السادس عشر

#### خلفية

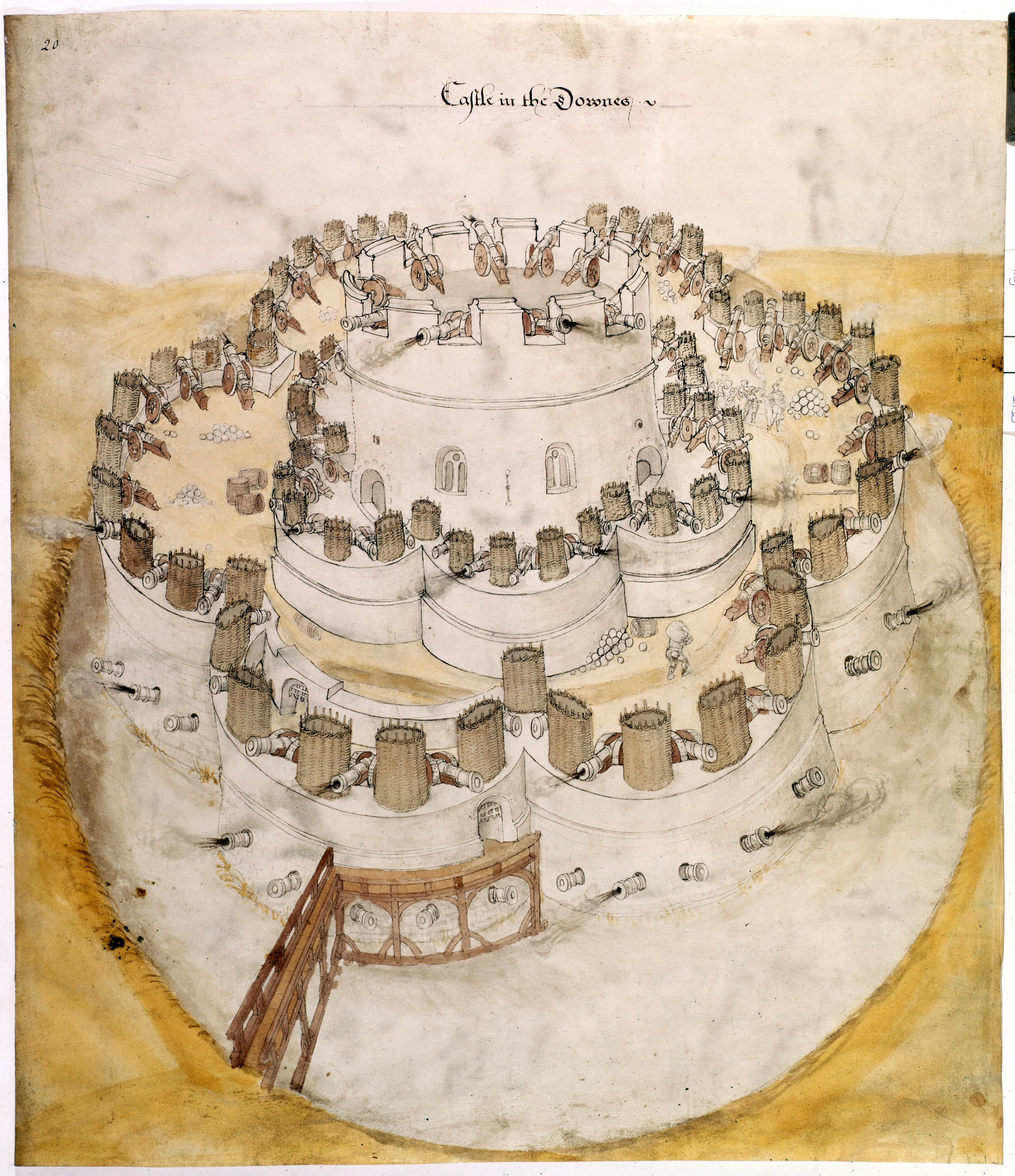
مقترح لمشروع خطة 1539تم عرضه على لهنري الثامن

وتم بناء حصن ديل نتيجة للتوترات الدولية بين إنجلترا وفرنسا والإمبراطورية الرومانية المقدسة في السنوات الأخيرة من عهد الملك هنري الثامن. فـتقليديا، ترك البلاط الملكي الدفاعات الساحلية للوردات والمجتمعات المحلية، ولم يلعب سوى دور محدود في بناء التحصينات والحفاظ عليها، وبينما ظلت فرنسا والإمبراطورية في صراع مع بعضهما البعض، كانت الغارات البحرية شائعة ولكن الغزو الفعلي لإنجلترا بدا غير مرجح.. فـتوجد دفاعات متواضعة، وتستند إلى كتل وأبراج بسيطة، وفي الجنوب الغربي وعلى طول ساحل ساسكس، ومع عدد قليل من الأعمال المثيرة للإعجاب في شمال إنجلترا، ولكن بشكل عام كانت التحصينات محدودة للغاية من حيث الحجم.
وفي عام 1533، انفصل هنري عن البابا بولس الثالث لإلغاءه زواج طويل الأمد من زوجته كاثرين أراغون، وتزوج مرة أخرى. وكانت كاثرين عمة تشارلز الخامس، الإمبراطور الروماني المقدس، واعتبر الفسخ إهانة شخصية. وأدى ذلك إلى إعلان فرنسا والإمبراطورية تحالفًا ضد هنري عام 1538 وشجع البابا البلدين على مهاجمة إنجلترا. وبدا غزو إنجلترا مؤكدًا.  وردًا على ذلك، فقد أصدر هنري أمرًا يسمى «الجهاز» في عام 1539، ويعطي تعليمات لـ «الدفاع عن المملكة في وقت الغزو» وبناء الحصون على طول الساحل الإنجليزي.

#### بناء

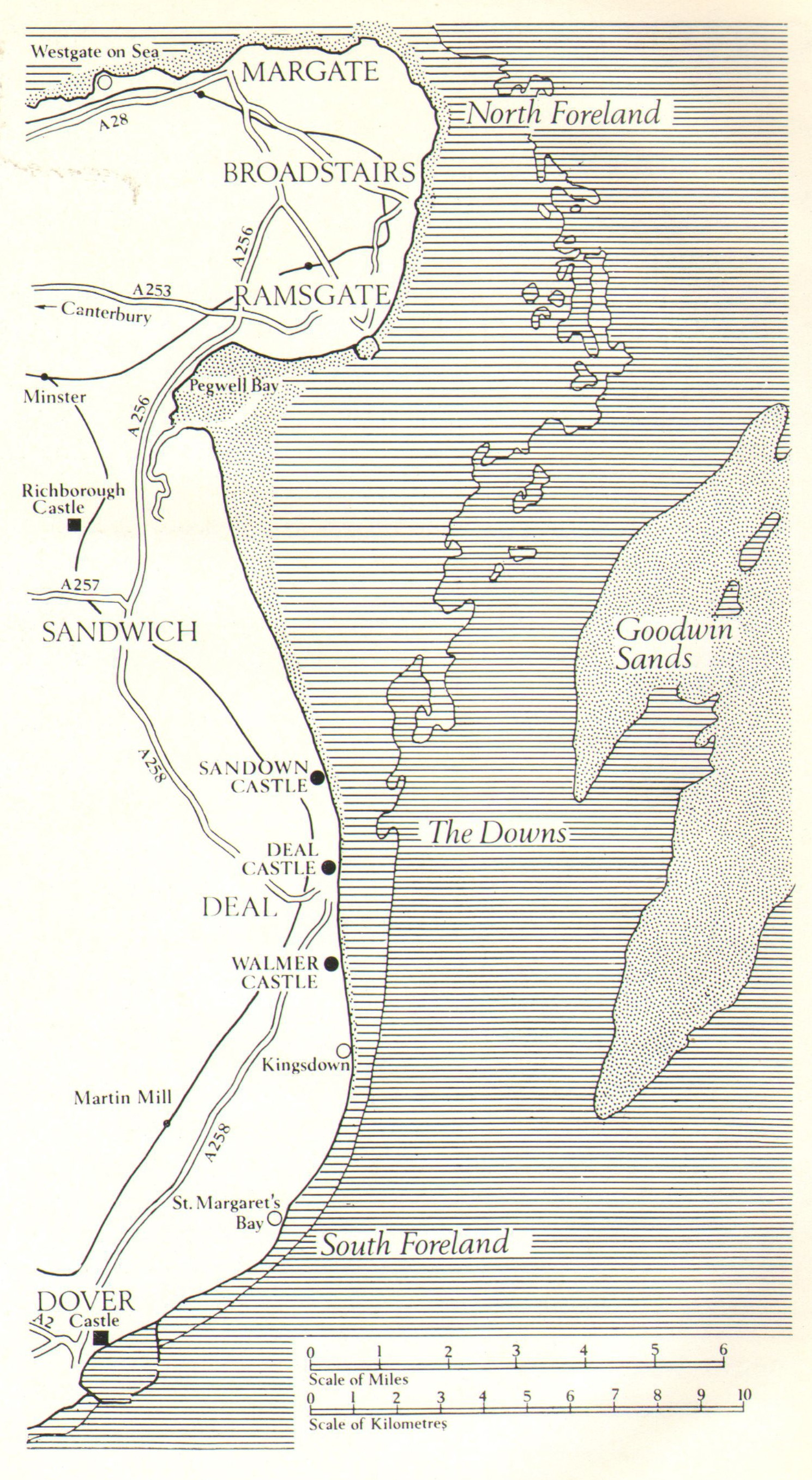
خريطة توضيحية للحصون الثلاث وهي ديل، و والمر ، وساندون والتي تحمي المنحدرات

تم بناء Deal والقلاع المجاورة لـ Walmer و Sandown لحماية داونز في شرق كينت، وهو مرسى مهم شكلته رمال جودوين والتي أتاحت الوصول إلى شاطئ ديل، حيث يمكن بسهولة إنزال جنود العدو ومنطقة يعرفها الملك جيدًا. تم دعم القلاع الحجرية بخط من أربعة حصون ترابية، تُعرف باسم Great Turf ، و Little Turf Bulwark ، و Great White Bulwark of Clay و Walmer Bulwark ، الخندق الدفاعي والبنك. بشكل جماعي أصبحت القلاع تعرف باسم «قلاع داونز».  

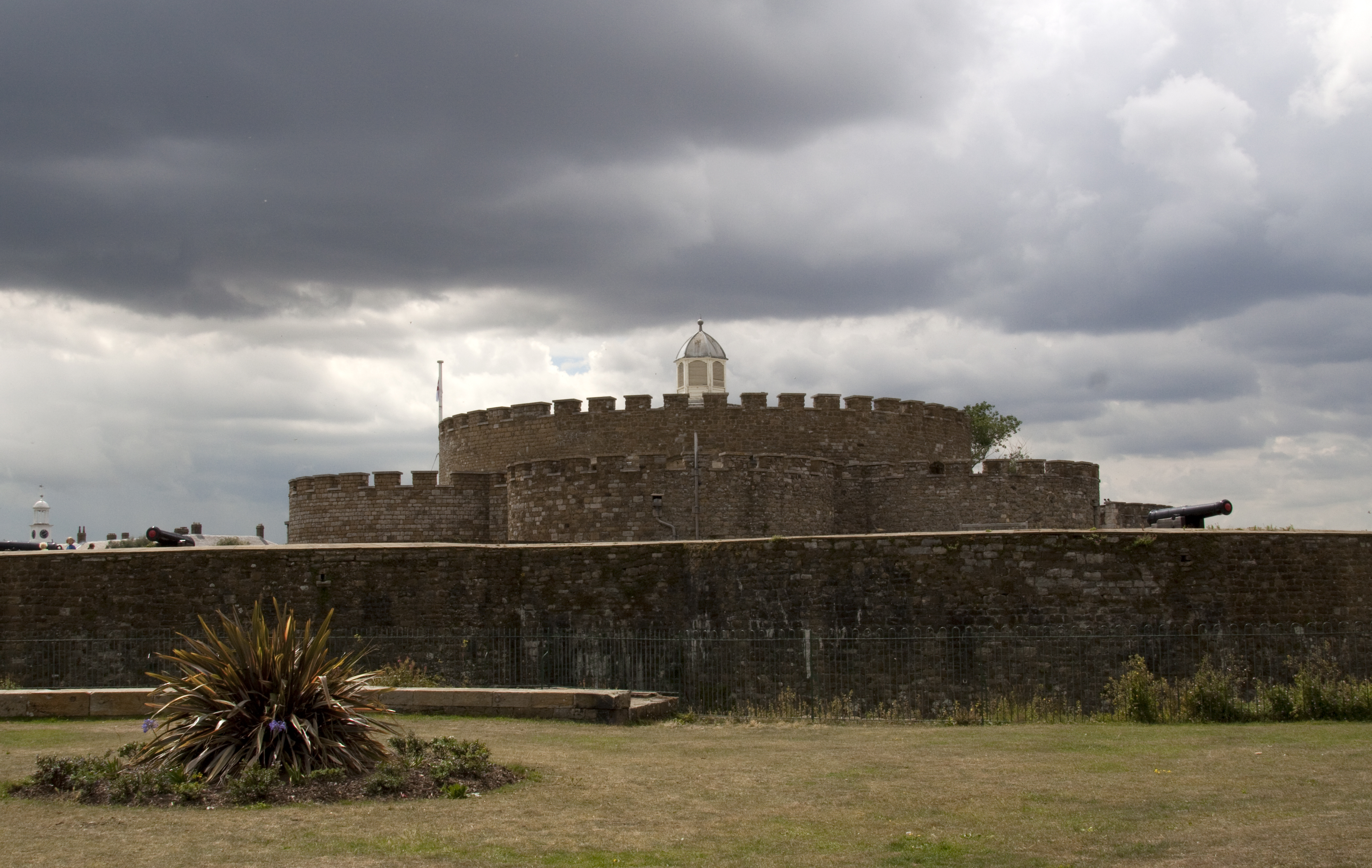
القلعة من الشرق ، وتظهر الحصون الخارجية ، والحصون الداخلية ، والحراسة ، والفانوس

ولم يُعرف من صمم حصن ديل، ولكن السير إدوارد رينجلي وتوماس وينجفيلد عملوا كمفوضين للمشروع، مع روبرت لويردي وديفيد مارتن بصفتهما محاسباً للرواتب ومراقبًا للعمليات المالية، وكريستوفر ديكنسون وويليام كليمنت بصفتهما البنائين والنجارين الرئيسيين. وبدأ العمل في ديل في أبريل وتطور بسرعة، حيث عمل 1400 رجل في الموقع بحلول الشهر التالي. وتم تفكيك إضراباً من أجل زيادة الأجور خلال الصيف من قبل راينغلي وبحلول ديسمبر، عندما تناولت آن من كليفز العشاء هناك، وتم الانتهاء من الحصن معظمه  وقد كلف حصن ديل والتحصينات الأخرى على طول داونز البلاط الملكي ما مجموعه 27,092 جنيهًا إسترلينيًا للبناء، وجاء الكثير منها من عائدات حل الأديرة قبل بضع سنوات. وتم أيضًا إعادة تدوير الرصاص والأخشاب والحجر من الأديرة المحلية لاستخدامها في حصن ديل. 
وأصبح وينجفيلد أول قائد للحصن في عام 1540، ويدعمه ملازم ويشرف على حامية من ثمانية جنود وستة عشر مدفعيًا واثنين من الحمالين. وأبلغ اللورد واردن لموانئ سينك.
ومر تهديد الغزو الأصلي، ولكن تم تعزيز الحصن في عام 1558، بسبب مخاوف جديدة من هجوم فرنسي. وحوالي عام 1570، فقد امتلأت المعاقل الرئيسية بالأرض، تمهيداً للسماح بتركيب بنادق أثقل عليها، وعاينت الملكة إليزابيث الأولى القلعة عام 1573. وتم حشد الدفاعات على طول الساحل في عام 1588 ردًا على التهديد الذي يشكله الأسطول الإسباني، وظلت على استعداد للعمل طوال فترة حكم إليزابيث. 

### القرن ال 17

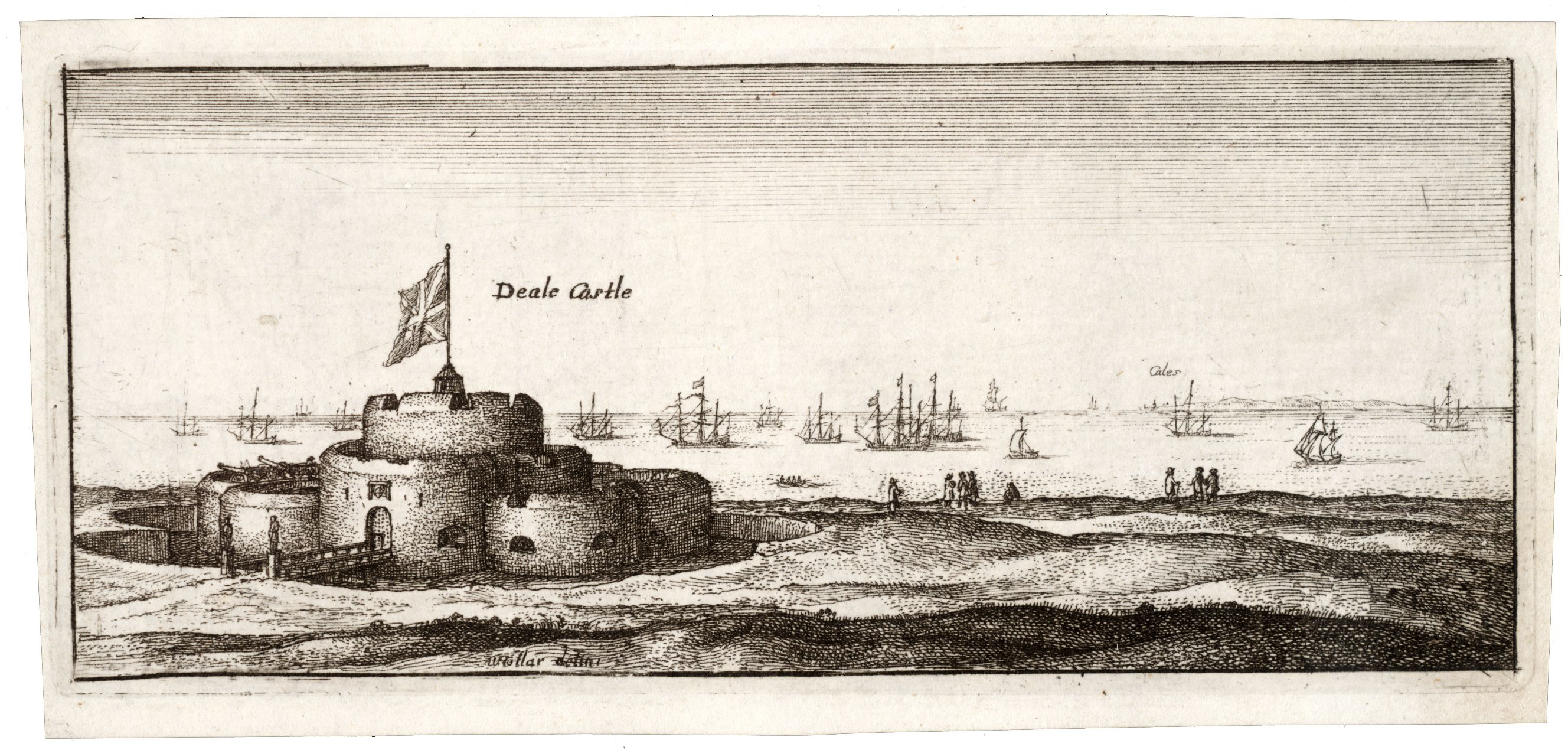
الحصن ، تم رسمه بواسطة وينسيسلوس هولار في منتصف القرن السابع عشر

وفي أوائل القرن السابع عشر، فقد كانت إنجلترا في سلام مع فرنسا وإسبانيا ولم تحظ الدفاعات الساحلية باهتمام كبير. كان حصن ديل في حالة سيئة من الإصلاح بحلول عام 1615، والجدران الخارجية التي تضررت من العواصف وتآكل السواحل واقترح مسح عام 1616 أن الإصلاحات المقدرة بـ 396 جنيهًا إسترلينيًا كانت ضرورية. واستمرت المشاكل، حيث ملأت العواصف الشتوية الخندق بالماء والحجارة من الشاطئ وتقويض الأساسات. وأرسل قائد الحصن، ويليام بينج، العديد من الشكاوى حول هذا الأمر إلى رؤسائه. وبحلول عام 1634، أشارت الدراسات الاستقصائية إلى أن الإصلاحات ستكلف الآن 1,243 جنيهًا إسترلينيًا؛ وتم تقديم اقتراح من قبل جورج فيليرز، دوق باكنغهام، بأنه يجب هدم قلعة كامبر القريبة للمساعدة في توفير المواد اللازمة للعمل في ديل. وكانت معظم الحامية تعيش حينها في بلدة ديل وقد تم تقديم شكاوى من قبل اللورد واردن في عام 1618 بأنه لم يتم ترك سوى قوة حراسة صغيرة لتأمين الحصن في الليل.  ومع تضاؤل حالة الحصن، وقد أصبح القتال بين السفن الهولندية والفرنسية والإسبانية في داونز أمرًا معتاد.  فـتم إجراء بعض الإصلاحات أخيرًا في أواخر ثلاثينيات القرن السادس عشر. 
واستولت القوات البرلمانية على الحصن في بداية الحرب الأهلية الإنجليزية الأولى بين مؤيدي الملك تشارلز الأول والبرلمان، ومما أدى إلى إقالة بينغ كملكى مشتبه به واستبداله بالعقيد رينسبورو، كنائب الأدميرال. ولم يلعب الحصن دورًا مهمًا في الفترة المتبقية من الصراع الأولي.  وبعد سنوات قليلة من السلام غير المستقر بعد عام 1645، اندلعت الحرب الأهلية الثانية في عام 1648، وهذه المرة انضم أنصار الملك تشارلز من قبل حلفائهم الاسكتلنديين. وكان مقر الأسطول البرلماني في داونز، محميًا من قبل وولمر وقلاع هنريكيان الأخرى، ولكن بحلول شهر مايو، كان التمرد الملكي جاريًا عبر كنت.
واضطر نائب الأدميرال وليام باتن إلى الاستقالة من منصبه كقائد للأسطول في العام السابق من قبل المسؤولين البرلمانيين وهو الآن يشجع الأسطول على الانضمام إلى الفصيل الملكي. وكما دعا السير هنري بالمر، وهو بحار سابق، برفقة أعضاء آخرين من طبقة النبلاء في كنتيش، والأسطول إلى التمرد، مستغلاً العديد من رجال كينتيش في الطاقم. وأعلن والمر وحصن ديل للملك، بعد فترة وجيزة من الحاميات في ساندون. وتمت إحالة رينسبورو من منصبه كقائد. ومع كل من القلاع الساحلية والبحرية تحت السيطرة الملكية الآن، خشي البرلمان من أن القوات الأجنبية قد تنزل على طول الساحل أو ترسل المساعدات إلى الاسكتلنديين. 

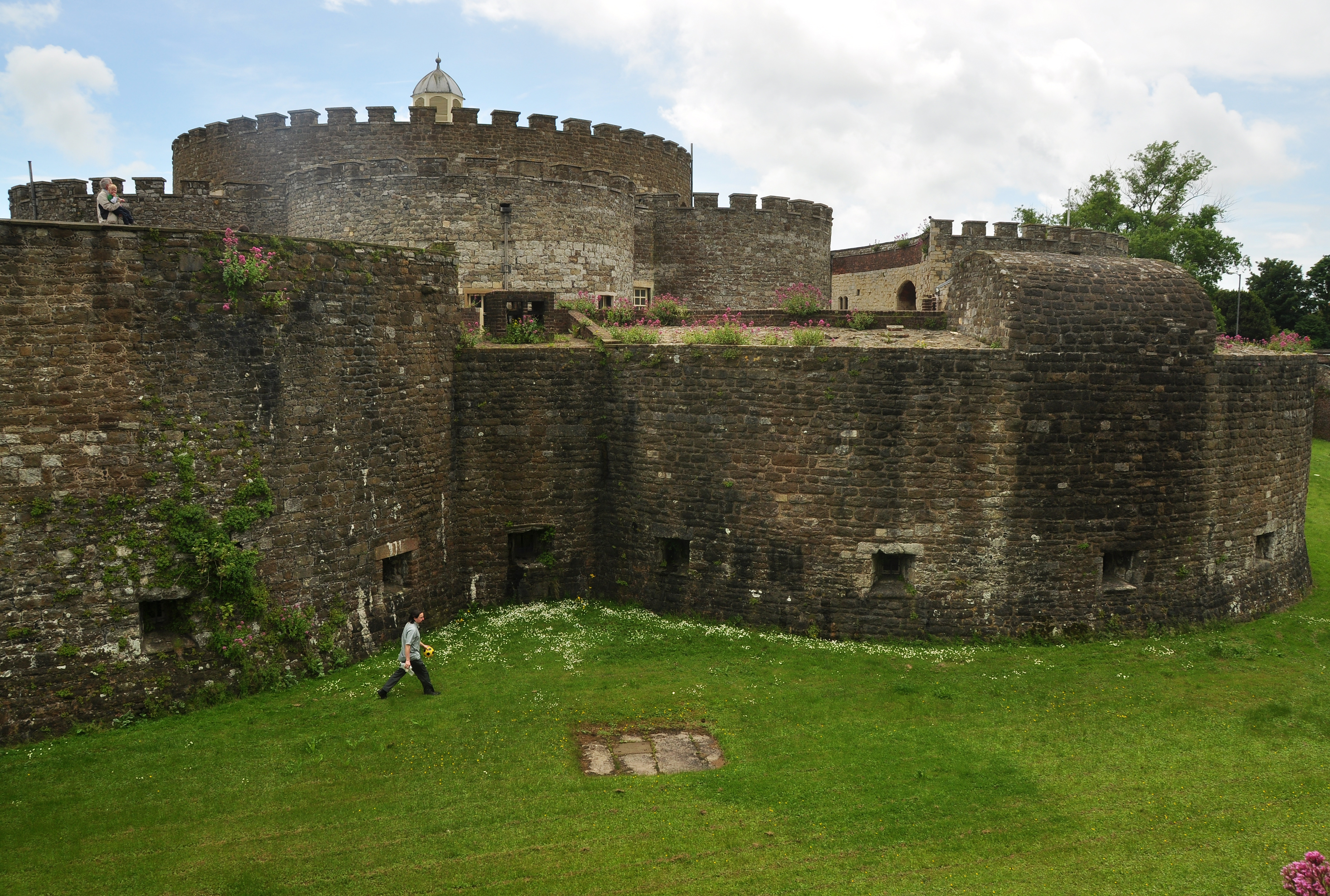
يظهر الجانب الشرقي من القلعة الخندق المائي وتسلسل منافذ المدافع على مستوى الأرض

وهَزم البرلمان التمرد الأوسع في معركة ميدستون في بداية يونيو ثم أرسل قوة تحت قيادة العقيد ناثانيال ريتش للتعامل مع ديل والقلاع الأخرى على طول داونز. وكان حصن والمر أول حصن تمت محاصرته واُسقط في 12 يوليو.  ديل، الذي أعاد الملكيون إمداده من البحر، حوصر في يوليو. وقصف الأسطول الملكي المواقع البرلمانية وإنزال مؤقت لقوة من 1500 من المرتزقة الفلمنكيين لدعم الثورة، ولكن نَقص الأموال أجبرهم على العودة إلى القارة.  ومن ثم قامت الحامية بهجوم مفاجئ على المحاصرين لكنهم قوبلوا ببعض الخسائر.  وحاول الأسطول، بقيادة الأمير تشارلز، إنزال قوة جديدة في أغسطس، ولكن على الرغم من ثلاث محاولات فشلت العملية وتكبدت خسائر فادحة. وبعد وصول أنباء عن هزيمة الملكيين في بريستون، اسقط حصن ديل في 20 أغسطس وبدأت هجمات المدفعية بعد ذلك على سانداون، مما أدى إلى استسلام الحصون المتبقية.
وتعرض الحصن لأضرار بالغة خلال الصراع - وقال الكولونيل ريتش إنه «ممزق للغاية ومفسد بالغران» - وقدر ريتش، المسؤول عن تنفيذ الإصلاحات، أن هذا العمل سيكلف ما لا يقل عن 500 جنيه إسترليني. وتم تعيين الحاكم، صموئيل تافرنر، وبدعم عريف وعشرون جنديًا.  وفي ضوء التهديد الهولندي، تم الحفاظ على حصن ديل وتزويده بالبارود، وتم تعزيزه بأعمال الحفر والجنود في بداية الحرب الهولندية الأولى في عام 1652. وتم استعادة تشارلز الثاني إلى العرش في عام 1660 وقلل من حجم وأجر الحامية، ولكن الحصن استمر في لعب دور مهم في الدفاع عن داونز خلال الحربين الهولندية الثانية والثالثة، بدعم من الفرق المحلية المدربة. وحاول بينغ استعادة قيادته السابقة في ظل النظام الجديد، وحينها أعيد تعيينه لفترة وجيزة في أوائل عام 1660. ومع الثورة ضد جيمس الثاني في ديسمبر 1688، استولى سكان بلدة ديل على الحصن لدعم ويليام أوف أورانج، واتخذوا خطوات للدفاع عن داونز ضد الغزو الأيرلندي المخيف الذي لم يتحقق أبدًا.

### القرنين الثامن عشر والحادي والعشرون

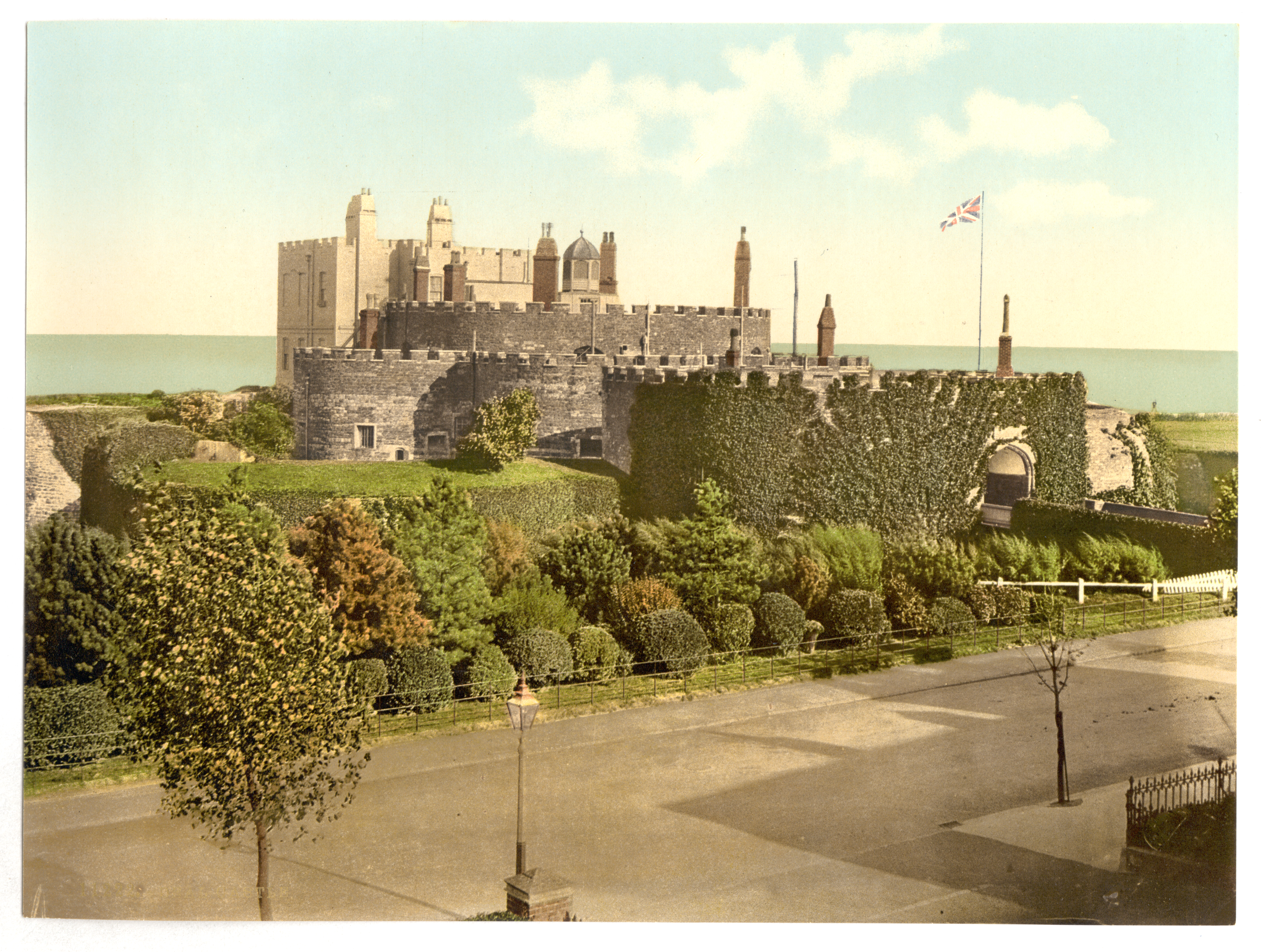
الحصن في نهاية القرن التاسع عشر ؛ في الداخل هي مساكن القائد ، منذ تدميرها

واستمر استخدام حصن ديل كتحصين عسكري طوال القرن الثامن عشر وفي عام 1728 تم تجهيزها بـ 11 بندقية كلفرين .  وفي العام التالي، أعاد القائد، ضابط البحرية السير جون نوريس، تطوير القلعة لتحسين مكان إقامته الشخصي. وتم تنفيذ أعمال مماثلة في والمر في عام 1708 من قبل دوق دورست، ليونيل ساكفيل وربما كانت هناك بعض المنافسة بين الرجلين.  وأعيد تصميم الحصن مع ساحات على طراز العصور الوسطى وأماكن إقامة مغطاة بألواح خشبية في العمق المطل على البحر؛ وكما تم تحديث كوخ الحمال. 
وخلال الحروب النابليونية، كان الحصن مسلح بتسع مدافع ذات 36 مدقة، ومدعوم ببطاريات مدفعية أخرى موضوعة على طول الشاطئ.  ولحماية ديل، تم تشكيل وحدات من المشاة وسلاح الفرسان، تسمى fencibles ، في عام 1794 من قبل ويليام بيت الأصغر - وثم قام كل من رئيس الوزراء واللورد واردن من موانئ سينك، وفي عام 1802، ونفذت وحدات من القاذفات التي جندها بيت تدريبات عسكرية في الحصن.  وأجرى السياسي والمصرفي اللورد كارينجتون تحسينات على الحصن في عام 1802، وعلى ما يبدو كمشروع منافس لعمل صديقه بيت في وولمر. وفقًا لصمويل ويلبرفورس، كان كارينجتون يأمل في تحميل تكلفة العمل على الخزانة، ولكن عندما حاول تقديم المطالبات، رفضها بيت واضطر لدفع ثمن التحسينات بنفسه.
وكان حصن ديل تشبه بشكل متزايد منزلًا خاصًا، وبدلاً من مجرد تحصين، وقد أدى ذلك إلى جدال في عام 1829 حول ما إذا كان يجب أن يخضع للضرائب المحلية كمسكن خاص، أو الاستمرار في الإعفاء كموقع عسكري.  وأصبح القائد منذ فترة طويلة منصبًا فخريًا، يمنحها البلاط الملكي كمكافأة.  وفي عام 1898، وافق المكتب الحربي على ضرورة استشارة مكتب الأشغال بشأن أي تعديلات خارجية على الحصن التاريخي وأن مكتب الأشغال سيكون مسؤولاً عن دفع أي عمل ناتج. وأقر مكتب الحرب أخيرًا في عام 1904 إلى أن الحصن لم يعد له أي قيمة سواء كدفاع أو كثكنة ونقله بالكامل إلى مكتب الأشغال.  وعندما لم يكن القائد في الحصن، تم فتحه للزوار. 
وفي وقت مبكر من الحرب العالمية الثانية، دمر مفجر ألماني الكثير من مقر القيادة، مما أجبر شاغل الوظيفة، ويليام بيردوود، على الانتقال إلى قصر هامبتون كورت. وتم تركيب مدفعين بحريين مقاس 6 بوصات أمام الحصن بين عامي 1940 و 1944، ويعمل بهما 337 بطارية من 563 فوج ساحلي. وكان الحصن يعمل كمركز تشغيل للبطارية - أصبحت إحدى غرف الطابق الأول في المبنى مكتب البطارية - ووفرت الإقامة. وبعد وفاة بيردوود، في عام 1951، توقف الحصن رسميًا عن العمل كمسكن وتم نقلها إلى وزارة المباني العامة والأشغال.  وتم تنفيذ أعمال الترميم خلال الخمسينيات من القرن الماضي، حيث تمت إزالة تعديلات القرن الثامن عشر المتبقية على الجانب المواجه للبحر من الحصن. وفي عام 1972، أعيد إحياء قيادة حصن ديل (المعلقة منذ عام 1951)، كتعيين فخري، ومنح للجنرال السير نورمان تيليور . وخلفه في عام 1979 اللواء إيان هاريسون. منذ وفاة الأخير، وفي عام 2008، تم عقد الكابتن بحكم منصبه من قبل القائد العام لقوات المارينز الملكية.
وفي القرن الحادي والعشرين، تم تشغيل حصن ديل بواسطة هيئة التراث الإنجليزي كمنطقة جذب سياحي، واستقبلت 25256 زائرًا في عام 2008. وإنه محمي بموجب قانون المملكة المتحدة كنصب تذكاري مقرر.

## هندسة عامة

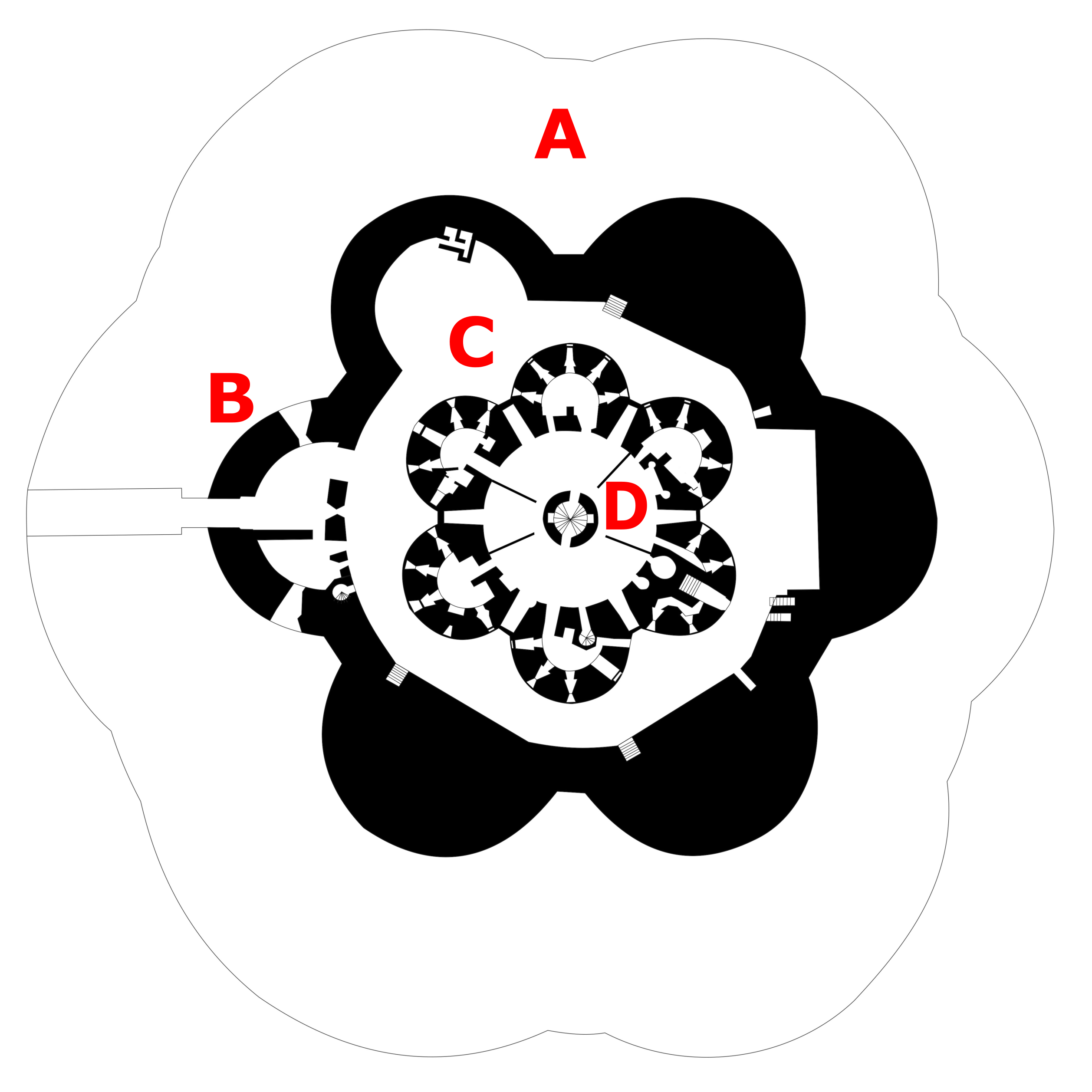
مخطط الطابق الأرضي: أ - خندق مائي ب - الحراسة ج - الفناء الداخلي د - احتفظ

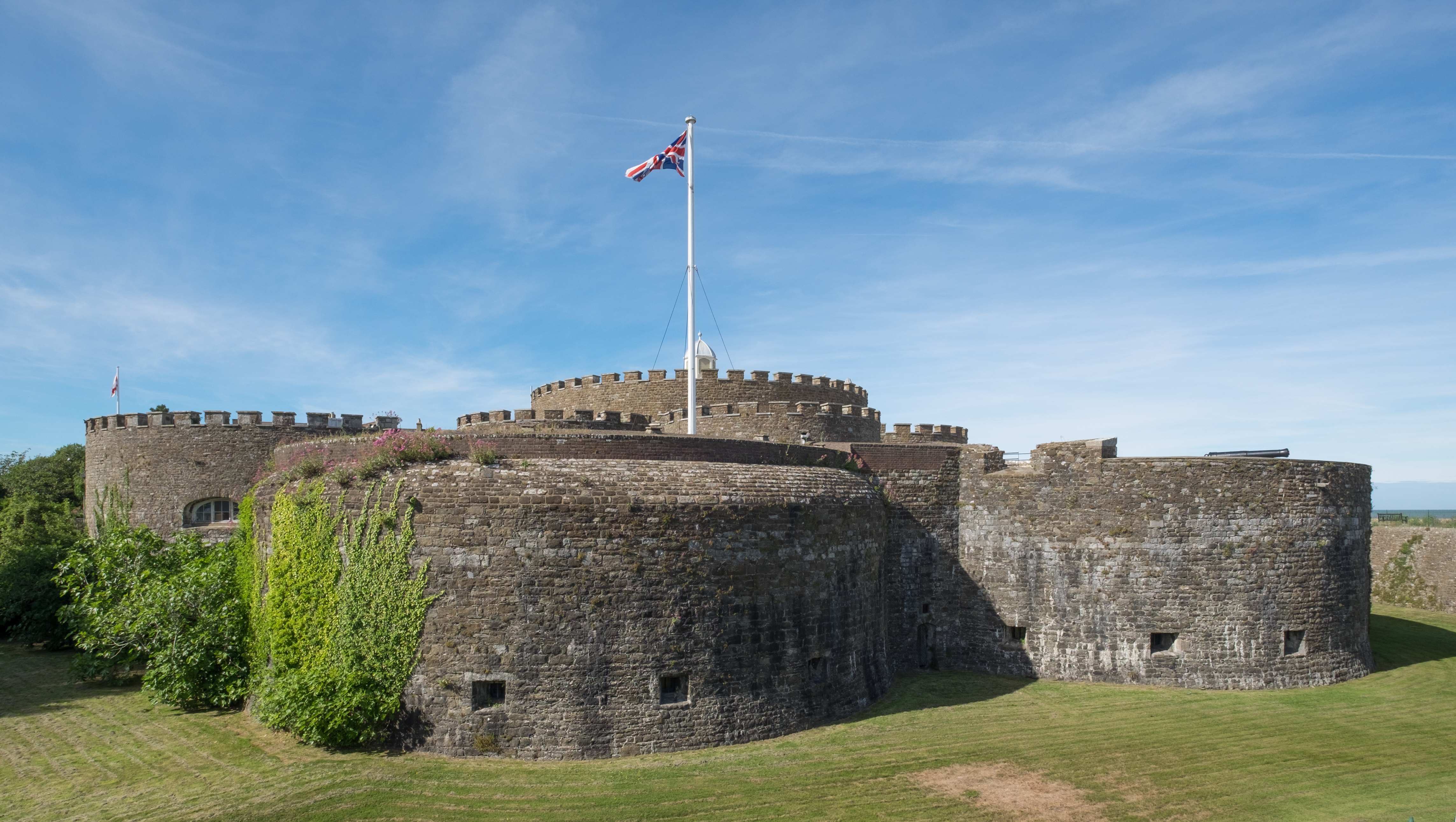
الحصن من الجنوب عام 2018

ويحتفظ حصن ديل بمعظم هيكله الأصلي الذي يعود إلى القرن السادس عشر، وبما في ذلك مبنى طويل مع ستة معاقل شبه دائرية، 86 قدم (26 م) عبر، وفي المركز، محاط بستة معاقل أخرى مستديرة، وكان الغرب منها بمثابة بوابة حراسة، محاطة بخندق مائي وجدار ستارة. وتبلغ جدران الحصن 15 قدم (4.6 م) سميكة. وتم تشييده باستخدام حجر كينتيش الجيري بالقرب من ميدستون، وطوب مصنوع محليًا وحجر صخري المعاد تدويره من الأديرة المحلية.  وكان أكبر من الحصون الشقيقة في والمر وساندون، حيث كان مساحته حوالي 234 by 216 قدم (71 by 66 م) عبر ويغطي 0.85 أكر (0.34 ها).
وكان الحصن في الأصل يحتوي على أربع طبقات من المدفعية - الأسلحة الأثقل والأطول مدى التي تحتل المستويات العليا، وبما في ذلك المخزن - ومع ما مجموعه 66 موقع إطلاق نار و 53 طلقة مدفعية أخرى في الطابق السفلي للمسدسات، ويجب أن تكون هناك حاجة إلى دفاع وثيق.  فـتم تفريغ جميع الحشوات الموجودة في الجدران على نطاق واسع لتوفير أقصى مساحة ممكنة للأسلحة النارية للعمل والعبور، وتم تصميم الجزء الداخلي من الحصن بفتحات للسماح بدخول الدخان من بنادقها.  وترجع أسوار الحصن الحديثة إلى القرون الوسطى الزائفة، وليس على طراز تيودور، ويعود تاريخها إلى عام 1732. 
واعتبر المؤرخ جون هيل أن الحصن الأصلي تشكل تصميمًا انتقاليًا بين التصميمات الإنجليزية القديمة في العصور الوسطى وأنماط الدفاع الإيطالية الأحدث. ومثل الحصون الشقيقة على طول داونز، وعانا حصن ديل من مشاكل في التصميم: فقد احتاج إلى الكثير من البنادق لتجهيزه بالكامل؛ كانت أسطحه المنحنية عرضة للهجوم ؛ وعلى الرغم من محاولات إبقاء الجدران منخفضة وسميكة، إلا أن مظهرها المرتفع نسبيًا، مدفوعًا بمتطلبات دعم عدة مستويات من الدفاعات، عرضه للهجوم.
ويتم الدخول إلى حصن ديل من خلال بوابة الحراسة، والتي كانت تطل في الأصل على حديقة مسورة ، ومنذ ذلك الحين تم تدميرها إلى حد كبير.  والخندق الجاف المبطن بالحجر ، 20 متر (66 قدم) عرض و 5 متر (16 قدم) ، كان من الممكن عبوره في الأصل عبر جسر حجري وجسر متحرك، وقد تم استبدال هذا الأخير بجسر خشبي حديث. ولا يزال لدى الحراسة أبوابها الأصلية المرصعة بالحديد - واعتبرها المؤرخ جوناثان كواد «من بين أفضل الأماكن المحفوظة لتاريخها» - وخمس فتحات قتل لتمكين الحامية من الدفاع عن الممر الداخلي بالصواريخ أو المسدسات ؛ وكان من الممكن أن يكون محميًا في الأصل بواسطة بورتكيوليس عند المدخل.  وكانت المعاقل الخارجية خالية ومكشوفة في سبعينيات القرن الخامس عشر ، ولها أسوار من القرن الثامن عشر ؛ أعيد بناء البنية الفوقية حول المعقل الشرقي بعد الحرب العالمية الثانية.  ويمتد ممر يسمى «الجولات» على طول الجزء الخارجي من الحصون الخارجية ، ويربط مواضع الإطلاق التي تغطي قاعدة الخندق. 
ويحتوي الحصن على درج مركزي جديد يربط بين الطابق السفلي والأرضي والأول.  وعند بنائها لأول مرة ، كانت الحامية ستعيش في الطابق الأرضي للحماية ، ويستخدم الطابق الأول من قبل القائد ، والطابق السفلي للمخازن.  وينقسم الطابق الأرضي إلى جدران شعاعية وكان من الممكن أن يتم تقسيمه في الأصل إلى أقسام أخرى ؛ الأفران الأصلية والمدفأة تم الحفاظ عليها.  ويعود تاريخ الطابق الأول بشكل أساسي إلى عشرينيات القرن الثامن عشر ، وعلى الرغم من بقاء بعض عناصر تيودور.  يوجد هيكل فانوس خشبي في الجزء العلوي من الحصن يحتوي على جرس يعود تاريخه إلى عام 1655 وأوائل القرن الثامن عشر.  تم تحويل حشوات المدافع إلى نوافذ شاحبة في القرنين الثامن عشر والتاسع عشر. 

## فهرس
- Ashton، Robert (1994). Counter-revolution: The Second Civil War and Its Origins, 1646–8. Avon, UK: The Bath Press. ISBN:9780300061147.
- Biddle، Martin؛ Hiller، Jonathon؛ Scott، Ian؛ Streeten، Anthony (2001). Henry VIII's Coastal Artillery Fort at Camber Castle, Rye, East Sussex: An Archaeological Structural and Historical Investigation. Oxford, UK: Oxbow Books. ISBN:0904220230.
- Coad، Jonathan (2000). Deal Castle, Kent. London, UK: English Heritage. ISBN:1850746974.
- Colvin، H. M.؛ Ransome، D. R.؛ Summerson (1982). The History of the King's Works, Volume 4: 1485–1660, Part 2. London, UK: HMSO. ISBN:0116708328.
- Elvin، Charles R. S. (1890). Records of Walmer, Together with "The Three Castles that Keep the Downs". London, UK: Henry Gray. OCLC:4866519. مؤرشف من الأصل في 2015-12-16.
- Elvin، Charles R. S. (1894). The History of Walmer and Walmer Castle. Canterbury, UK: Cross and Jackman. OCLC:23374336. مؤرشف من الأصل في 2022-04-18.
- Fry، Sebastian (2014). A History of the National Heritage Collection: Volume Two: 1900–1913. London, UK: English Heritage. ISSN:2046-9799.
- Harrington، Peter (2007). The Castles of Henry VIII. Oxford, UK: Osprey Publishing. ISBN:9781472803801.
- Hale، John R. (1983). Renaissance War Studies. London, UK: Hambledon Press. ISBN:0907628176.
- Kennedy، D. E. (1962). "The English Naval Revolt of 1648". The English Historical Review. ج. 77 ع. 303: 247–256. DOI:10.1093/ehr/lxxvii.ccciii.247.
- King، D. J. Cathcart (1991). The Castle in England and Wales: An Interpretative History. London, UK: Routledge Press. ISBN:9780415003506.
- Lowry، Bernard (2006). Discovering Fortifications: From the Tudors to the Cold War. Princes Risborough, UK: Shire Publications. ISBN:9780747806516.
- Morley، B. M. (1976). Henry VIII and the Development of Coastal Defence. London, UK: Her Majesty's Stationery Office. ISBN:0116707771.
- O'Neill، B. H. St John (1985) [1966]. Deal Castle, Kent. London, UK: Historic Buildings and Monuments Commission for England. ISBN:1850740321.
- Parker، Sarah E. (2005). Grace & Favour: A Handbook of Who Lived Where in Hampton Court Palace, 1750 to 1950. Surrey, UK: Historic Royal Palaces. ISBN:1873993501.
- Rutton، W. L. (1898). "Henry VIII's Castles at Sandown, Deal, Walmer, Sandgate, and Camber". Archaeologia Cantiana. ج. 23: 24–30.
- Saunders، A. D. (1963). Deal & Walmer Castles Guidebook. Her Majesty's Stationery Office (HMSO). OCLC:1008177948.
- Saunders، Andrew (1989). Fortress Britain: Artillery Fortifications in the British Isles and Ireland. Liphook, UK: Beaufort. ISBN:1855120003.
- Thompson، M. W. (1987). The Decline of the Castle. Cambridge, UK: Cambridge University Press. ISBN:1854226088.
- Walton، Steven A. (2010). "State Building Through Building for the State: Foreign and Domestic Expertise in Tudor Fortification". Osiris. ج. 25 ع. 1: 66–84. DOI:10.1086/657263.

## روابط خارجية
- موقع زوار التراث الإنجليزي